# Southern Baptist Convention
Die Southern Baptist Convention (SBC) ist ein Verband baptistischer Gemeinden und Kirchen mit Sitz in den Vereinigten Staaten, der baptistische Kirchen in aller Welt unterstützt. Die Bezeichnung Southern Baptist Convention bezieht sich sowohl auf die Denomination als auch auf die jährliche Delegiertenversammlung.
Die SBC ist die größte baptistische Gruppe und die größte protestantische Konfession in den USA. Sie umfasste im Jahr 2022 mehr als 47.200 Gemeinden mit 13 Millionen Mitgliedern in allen fünfzig amerikanischen Bundesstaaten. Sie unterhält fast 9.000 Missionare, davon rund 5.300 in den USA und rund 3.700 im Ausland. Seit 1990 geht der prozentuale Anteil der Southern Baptists an der amerikanischen Gesamtbevölkerung zurück. Seit 2006 nahm die Anzahl der Mitglieder jährlich um etwa ein Prozent ab, 2016 waren es sogar 211.000 Personen. Für 2023 wurde die Mitgliederzahl seitens der SBC mit rund 12,98 Millionen angegeben, was einen Rückgang um ca. 241.000 Personen im Vergleich zu 2022 bedeutet. Die Anzahl der Taufen war auch deutlich rückläufig, dagegen nahmen die Spendeneinnahmen leicht zu und betrugen 2017 11,7 Mrd. US-Dollar.
Die meisten Gemeinden hat die SBC in den Südstaaten, wo sie in der Vergangenheit beträchtlichen Einfluss ausübten. Bis heute gibt es in einigen Südstaaten wenig oder gar kein legales Glücksspiel, und in zahlreichen dortigen Landkreisen ist der Handel mit Alkohol oder das Trinken von Alkohol in der Öffentlichkeit – teilweise aufgrund des Wirkens der Southern Baptists – untersagt.
Da Baptisten vom Prinzip der Unabhängigkeit der Ortsgemeinde überzeugt sind, ist die SBC eher eine Kooperative, in der die Kirchen ihre Ressourcen bündeln, als eine Körperschaft mit administrativer Kontrolle über die Ortsgemeinden. Sie unterhält eine Pressearbeit, die Baptist Press, und eine Verwaltungszentrale in Nashville, die aber keinerlei Autorität über die angeschlossenen Verbände, Gemeinden oder Mitglieder hat. Auch an ihr „Glaubensbekenntnis“, Baptist Faith and Message, sind die Kirchen und Mitglieder nicht zwingend gebunden.

## Geschichte

### Gründung und 19. Jahrhundert
Baptisten kamen gegen Ende des 17. Jahrhunderts in die Südstaaten. Die erste baptistische Kirche des Südens wurde in Charleston in South Carolina gegründet. Leiter war William Screven, ein Prediger und Schiffbauer, der 1669 aus Maine dorthin gekommen war. Den Hauptbeitrag zur Verbreitung des Baptismus in den südlichen USA erbrachten die eifrig evangelisierenden Separate Baptists. Die ersten im Süden gegründeten Verbände waren die Charleston Association (1751) und die Sandy Creek Association (1758). Baptisten des Südens beteiligten sich an der Gründung der ersten nationalen baptistischen Vereinigung 1814, der General Missionary Convention of the Baptist Denomination in the United States of America for Foreign Missions (besser bekannt als Baptist Board of Foreign Missions oder die Triennial Convention, da sie sich alle drei Jahre versammelte).
In den 1830er ergriff die Bewegung der Abolitionisten auch die baptischen Gemeinden in den Nordstaaten, während die Baptisten in den Südstaaten mehrheitlich die Sklaverei verteidigten. Die Meinungsverschiedenheiten zwischen den Nord- und den Südstaatlern hinsichtlich der Sklavenfrage wurden in der Triennial Convention von 1841 offenkundig und erfassten auch die 1832 gegründete, mit der Inlandsmission betraute American Baptist Home Mission Society. Sowohl die Triennial Convention als auch die American Baptist Home Mission Society erklärten ihre Neutralität in der Sklavenfrage. Doch einige Baptisten des Südens ließen sich von den Beteuerungen nicht überzeugen. Sie wussten, dass einige der führenden Persönlichkeiten der Triennial Convention wie auch der Home Mission Society Abolitionisten waren. Um sich Klarheit über die Haltung der Home Mission Society zu verschaffen (und sie herauszufordern), schlug die Georgia Baptist Convention der Home Mission Society vor, den Sklavenhalter und Ältesten James E. Reeve zum Missionar zu ernennen („Georgia Test Case“). Dies lehnte der Vorstand der Home Mission Society im Oktober 1844 unter anderem mit der Begründung ab, dass jemand, der weiterhin Sklaven halte, nicht als Missionar beauftragt werden könne.
Die Sklavenfrage war der Hauptgrund der Spaltung der Baptisten in den Vereinigten Staaten; der „Georgia Test Case“ gab den Anlass. Ein weiterer Grund zur Unzufriedenheit in den Gemeinden des Südens war, dass – nach ihrer Ansicht – die Home Mission Society nicht bereit war, eine angemessene Zahl von Missionaren in die Südstaaten zu entsenden.
Schließlich führten die Spannungen zum Bruch; der „Georgia Test Case“ hatte das Fass zum Überlaufen gebracht. Bei einer Versammlung von Delegierten der Gemeinden in den Südstaaten vom 8. bis zum 12. Mai 1845 in Augusta (Georgia) wurde die Southern Baptist Convention gegründet. Ihr erster Präsident war William Bullein Johnson (1782–1862), der 1841 bereits die Triennial Convention geleitet hatte.
Die Baptisten des Nordens und die des Südens strebten unterschiedliche Organisationsformen an. Die Baptisten des Nordens bevorzugten lose strukturierte Gemeinschaften von Individuen, die Jahresbeiträge entrichteten, wobei jede Gemeinschaft sich auf einen bestimmten Dienst ausrichtete. Die Baptisten des Südens bevorzugten dagegen einen Zusammenschluss von Gemeinden, gegliedert auf der Ebene der Bundesstaaten, unter dem Dach einer gemeinsamen Kirche.

### 20. und 21. Jahrhundert
1991 trennte sich die Cooperative Baptist Fellowship (CBF) von der Southern Baptist Convention. Ursache war die Übernahme der Kirchenleitung durch konservative Theologen. Konservative Theologen erlangten infolge ihrer Strategie in mehreren Wahlen in der SBC die Mehrheit, um ihren Kandidaten durchzusetzen. Diese Präsidenten ernannten dann konservative theologische Vertreter für Entscheidungsstellen innerhalb der SBC. Frustrierte moderate und liberale baptistische Theologen trafen sich 1990 in Atlanta, Georgia und organisierten die Cooperative Baptist Fellowship.
Im Oktober 2004 vollzog die SBC den Austritt aus dem Baptistischen Weltbund (Baptist World Alliance, BWA).
Vertreter des SBC-Exekutivausschusses begründeten den Schritt mit dem „Schutz der  theologischen Identität der SBC“ und damit, dass „der BWA zu liberal geworden sei“. Einige SBC-Führungspersonen sagten, der Austritt habe auch damit zu tun, dass der BWA letztes Jahr die Cooperative Baptist Fellowship  (die oben erwähnte Abspaltung von der SBC) als Mitglied aufgenommen habe; ebenso wurde die Mitgliedschaft der American Baptist Churches wegen ihrer angeblich „liberalen“ Tendenzen missbilligt.
Der Schritt bedeutete den Wegfall der zuletzt $300,000 an jährlicher Unterstützung der SBC für den BWA, dessen Jahresbudget $1,7 Millionen betrug. Der Austritt der SBC erfolgte trotz Appellen führender Baptisten weltweit und löste in der internationalen baptistischen Gemeinschaft ein starkes Echo aus.
Im Sommer 2012 wählten die rund 7.700 SBC-Delegierten Fred Luter zum Präsidenten. Damit wurde erstmals ein Schwarzer Vorsitzender des Kirchenbundes. Im Mai erklärten in einer Umfrage 86 Prozent der Pastoren, dass es gut wäre, wenn ein Schwarzer an der Spitze wäre. Luter fand als 21-Jähriger nach einem schweren Motorradunfall zum Glauben an Jesus Christus. Luters Nachfolger als Präsidenten der SBC waren Ronnie Floyd (2014–2016), Steve Gaines (2016–2018), James David Greear (2018–2021), Ed Litton (2021–2022) und  Bart Barber (seit Juni 2022).
Die SBC ist auch Ursprungsort des Keuschheitsprojektes Wahre Liebe Wartet („True Love Waits“, TLW).

## Theologische Seminare SBC
Die Southern Baptist Convention unterhält sechs theologische Seminare in den USA, eine Partnerorganisation führt eines in Kanada. Es werden sprachliche und theologische Grundkenntnisse vermittelt, Pastoren für den Gemeindedienst und Missionare ausgebildet.
- The Southern Baptist Theological Seminary, Louisville (Kentucky), gegründet 1859.[17]
- Southwestern Baptist Theological Seminary, Fort Worth, gegründet 1908, insgesamt 46.000 Ausgebildete.[18]
- New Orleans Baptist Theological Seminary, New Orleans, gegründet 1917.[19]
- Canadian Baptist Theological College, Cochrane (Ontario), gegründet 1944.[20]
- Southeastern Baptist Theological Seminary, Wake Forest, gegründet 1951.[21]
- Midwestern Baptist Theological Seminary, Kansas City (Missouri), gegründet 1957.[22]
- Gateway Seminary of the Southern Baptist Convention, Los Angeles, gegründet 1859 als San Rafael Baptist Institute, 1944 Golden Gate Baptist Theological Seminary und 2016 als Gateway Seminary, insgesamt 7.500 Ausgebildete.[23]

## Abkehr vom Rassismus
Im Juni 1995, zum 150. Jahrestag der Verbandsgründung, verabschiedete die Southern Baptist Convention eine „Entschließung zur Versöhnung der Rassen“. Die Southern Baptists erklärten darin, dass Rassismus evangeliumswidrig und Sünde ist, sie beklagten das begangene Unrecht und seine schlimmen Folgen, sie bekannten ihre Schuld und baten die Afroamerikaner um Vergebung. Trotz dieser Geschichte gibt es in den meisten Kirchgemeinden eine ethnische Vielfalt.

## Frauenordination
1987 wurde im Rahmen der konservativen Wende das Council of Biblical Manhood and Womanhood gegründet, eine Gruppierung, die das biblische Ergänzungsprinzip von Mann und Frau betont und sich gegen den Feminismus stellt. Am 14. Juni 2000 stimmten die Repräsentanten der SBC in einer Abstimmung im Rahmen des Dokuments BF&M dafür, dass die Rolle des Pastors nach der Bibelauslegung nur für Männer vorgesehen sei und lehnten eine Frauenordination ab. Jedoch ist diese Abstimmung in dieser Glaubensfrage nur Ausdruck der Mehrheitsmeinung in der SBC und einzelne Kongregationen innerhalb der SBC dürfen Frauen als Pastoren einstellen, wenn sie es wollen.
Eine Studie hat aber belegt, dass innerhalb der SBC weniger als 0,1 % der Kirchen (35 von 40.000 Kongregationen) einen weiblichen Pastor hatten. Erneute Frauenordinationen durch prominente Vertreter führen zunehmend zu Spannungen. So wurden durch den Bestseller-Autor Rick Warren (Leben mit Vision) in der von ihm geleiteten Saddleback Church, die der SBC angehörte, im Frühjahr 2021 drei Frauen ordiniert, was zu heftigen Auseinandersetzungen unter Amerikas Evangelikalen führte.
Am 21. Februar 2023 teilte der Exekutivausschuss des SBC schließlich mit, dass fünf bis dahin zugehörige Gemeinden aufgrund der dort stattfindenden Frauenordination vom SBC mit sofortiger Wirkung ausgeschlossen seien und den SBC daher verlassen müssen. Nebst der bekannten Saddleback Church im kalifornischen Lake Forest waren dies New Faith Mission Ministry in Griffin (Georgia), St. Timothy's Christian Baptist Church in Baltimore, Calvary Baptist Church in Jackson (Mississippi) und die Fern Creek Baptist Church bei Louisville (Kentucky).

## Glaubensinhalte der SBC
Die allgemeine theologische Ausrichtung der Kirchen in der Southern Baptist Convention ist in dem Dokument Baptist Faith and Message (BF&M) dargestellt. Dieses Dokument wurde 1925 entworfen, 1963 und dann 2000 stark überarbeitet, wobei die Revision von 2000 zu beträchtlichen Meinungsverschiedenheiten Anlass gab.
BF&M wird nicht als „Glaubensbekenntnis“ im Sinne etwa des Bekenntnisses von Nicäa verstanden – die Mitglieder und die angeschlossenen Kirchen sind nicht daran gebunden. Einzig Angestellte der Organe der SBC, das heißt die Professoren an den sechs Theologieseminaren und die Missionare der beiden Missionsorgane International Mission Board (IMB) und North American Mission Board (NAMB) müssen diese Glaubensartikel (englisch: doctrine) unterzeichnen. Dennoch haben viele der Kirchen der SBC als ihr Statement of Faith oder Statement of Doctrine das BF&M übernommen, anstatt ein eigenes zu formulieren. Obwohl das BF&M kein „Glaubensbekenntnis“ ist, wird von Missionaren, die in den Dienst einer der Missionsgesellschaften der SBC treten, eine Erklärung erwartet, dass ihr Handeln, ihre Lehre und Predigt mit dem BF&M übereinstimmen. Auch diese Erklärung ist Gegenstand von Kontroversen gewesen.
Politisch steht die SBC konservativen Positionen nahe und unterstützt seit dem letzten Drittel des 20. Jahrhunderts meistens die Kandidaten der Republikanischen Partei in Wahlen.
Im Herbst 2002 befürwortete die SBC den Irakkrieg. Richard Land, der Vorsitzende der Kommission für Ethik und Religionsfreiheit, verfasste den sogenannten Land Letter, einen offenen Brief an Präsident Bush, der eine Militäroperation gemäß der Lehre des gerechten Krieges des Kirchenvaters Augustinus rechtfertigte. Diesem Brief schlossen sich andere evangelikale Persönlichkeiten an. Nach der Invasion sandte sie mehrere amerikanische und irakische Missionare in das Land im nahen Osten, von denen im Mai 2004 mehrere nach Mitarbeit in einem Wasserbauprojekt von Terroristen nahe Mossul ermordet wurden.

## Missbrauchsskandal und Aufarbeitung
Nachdem im Jahr 2019 die Zeitungen Houston Chronicle und San Antonio Express-News vertuschte Fälle von sexuellen Missbrauch an der SBC aufdeckten (insgesamt waren seit Ende der 1990er Jahre 703 Menschen von etwa 400 Kirchenführern, Pastoren und Freiwilligen in der SBC missbraucht worden), gab die SBC eine unabhängige Untersuchung in Auftrag. Der Abschlussbericht zur Untersuchung wurde im Mai 2022 veröffentlicht. Darin wurde dargelegt, dass die damalige Führungsriege der SBC jahrelang mit Widerstand, Ausflüchten und Feindseligkeit auf Beschwerden über sexuellen Missbrauch reagierte. Auf 205 Seiten folgte eine Auflistung der mutmaßlichen Täter mit angelasteter Straftat. Täter, wozu teilweise auch Führungspersönlichkeiten gehörten, konnten ihre Positionen behalten, obwohl sie mehrfach des Missbrauchs beschuldigt und teilweise sogar verurteilt worden waren.

## Bedeutende Persönlichkeiten der Southern Baptists
- Warren G. Harding (1865–1923), US-Präsident 1921–1923
- Billy Graham (1918–2018), Pastor und Erweckungsprediger
- Jimmy Carter (1924–2024), demokratischer Politiker, US-Präsident 1977–1981 und Friedensnobelpreisträger, ehemaliges Mitglied
- Tim LaHaye (1926–2016), Pastor und Bestsellerautor
- James Irwin (1930–1991), Astronaut und Prediger
- Pat Robertson (1930–2023), Pastor, Politiker und Gründer der Regent University, ehemaliges Mitglied
- Adrian Rogers (1931–2005), ehemaliger Präsident der Southern Baptists
- John McCain (1936–2018), Jagdbomberpilot im Vietnamkrieg und republikanischer Senator von Arizona
- Chuck Norris (* 1940), Kampfkünstler und Schauspieler
- Bill Clinton (* 1946), demokratischer Politiker, US-Präsident 1993–2001, ehemaliges Mitglied
- Al Gore (* 1948), demokratischer Politiker, US-Vizepräsident 1993–2001 und Friedensnobelpreisträger, ehemaliges Mitglied
- Franklin Graham (* 1952), Pastor und Evangelist
- Kevin Costner (* 1955), Filmschauspieler
- John Grisham (* 1955), Rechtsanwalt und Bestsellerautor
- Mike Huckabee (* 1955), Pastor und republikanischer Gouverneur von Arkansas
- Jessica Simpson (* 1980), Popsängerin und Schauspielerin
- Britney Spears (* 1981), Popsängerin
- Ashlee Simpson (* 1984), Sängerin und Schauspielerin
- Dakota Fanning (* 1994), Sängerin und Schauspielerin